# Корчагин, Иван Петрович
Иван Петрович Корчагин (24 августа 1898 года, деревня Быльцино, Гороховецкий уезд, Владимирская губерния, ныне Гороховецкий район, Владимирская область — 24 июля 1951 года, Москва) — советский военачальник, Герой Советского Союза (17 октября 1943 года). Генерал-лейтенант танковых войск (18 января 1943 года).

## Начальная биография
Иван Петрович Корчагин родился 24 августа 1898 года в деревне Быльцино ныне Гороховецкого района Владимирской области. Окончил шесть классов гимназии.

## Военная служба

### Первая мировая и гражданская войны
В октябре 1914 года был призван в ряды Русской императорской армии и направлен вольноопределяющимся в 62-й Нижегородский полк. С ноября того же года принимал участие рядовым в боевых действиях на Австрийском фронте в составе 312-го Васильковского пехотного полка (78-я пехотная дивизия). С мая 1915 года находился на лечении в военно-полевом госпитале, после выздоровления в ноябре того же года вернулся в дивизию и направлен рядовым в 310-й Шатский пехотный полк. С декабря того же года вновь лечился в госпитале и после выздоровления в феврале 1916 года направлен в 250-й запасной полк, дислоцированный в городе Ковров. С мая юнкером учился в 5-й Московской школе прапорщиков, после окончания которой в октябре того же года назначен на должность взводного офицера 250-го запасного пехотного полка и в декабре вновь направлен на фронт в 312-й Васильковский пехотный полк (78-я пехотная дивизия), где был назначен на должность командира роты.
В феврале 1917 года Корчагин был ранен и после выздоровления в мае того же года назначен на должность командира полуроты 250-го запасного пехотного полка. В июле того же года вернулся в 78-ю пехотную дивизию, где назначен на должность командира роты 312-го Васильковского пехотного полка. С октября по декабрь того же года лечился в госпитале и после выздоровления в чине подпоручика был назначен на должность командира роты в составе 258-го запасного полка, дислоцированного в городе Гороховец. В мае 1918 года демобилизован, служил военруком в Гороховецком уездном военкомате.
В августе 1918 года призван в ряды Красной Армии, после чего служил на должностях командира роты и батальона в составе Гороховецкого стрелкового полка (7-я отдельная бригада). В мае 1919 года назначен на должность военного руководителя транспортной ЧК во Владимире, в августе того же года — на должность начальника охраны и обороны района войск ВОХР, в мае 1920 года — на должность состоящего для поручений при начальнике обороны Курской железной дороги войск ВНУС, а в ноябре — на должность командира батальона 501-го железнодорожного полка войск ВНУС, дислоцированного в Нижнем Новгороде. Принимал участие в боевых действиях на Южном фронте.

### Межвоенное время
В январе 1921 года назначен на должность помощника начальника штаба 101-й стрелковой бригады войск ВНУС, дислоцированной в Рязани и во Владимире. Летом того же года Корчагин направлен на Туркестанский фронт, где был назначен на должность начальника повторных курсов начсостава фронта, а с сентября 1922 года временно командовал 1-м и 2-м Туркестанским стрелковыми полками (1-я стрелковая дивизия), дислоцированных в Ашхабаде. Активно участвовал в боях против басмачей в 1920-х годах. В декабре 1924 года направлен во 2-ю стрелковую дивизию (Среднеазиатский военный округ), где служил на должностях начальника штаба 4-го Туркестанского стрелкового полка и командира 5-го Туркестанского полка. После окончания Стрелково-тактических курсов «Выстрел» в январе 1927 года назначен на должность командира 3-го Туркестанского горнострелкового полка (1-я горнострелковая дивизия). Принимал участие в боевых действиях против басмачества.
В ноябре 1930 года назначен на должность начальника штаба 56-й стрелковой дивизии, дислоцированной во Пскове, в феврале 1935 года — на должность начальника 9-го отдела штаба Ленинградского военного округа, а в ноябре 1936 года — на должность командира 31-й механизированной бригады в составе 7-го механизированного корпуса.
В августе 1937 года Корчагин был арестован органами НКВД, после чего находился под следствием, однако в феврале 1940 года ввиду отсутствия состава преступления был освобождён, восстановлен в кадрах РККА и назначен на должность начальника пехоты 121-й стрелковой дивизии (24-й стрелковый корпус, Белорусский военный округ). С июня того же года исполнял должность начальника Лепельского стрелкового миномётного училища, однако вскоре был назначен на должность заместителя командира 17-й танковой дивизии (5-й механизированный корпус), а в марте 1941 года — на должность командира этой же дивизии.

### Великая Отечественная война
С началом войны Корчагин находился на прежней должности. Дивизия принимала участие в боевых действиях в ходе Лепельского контрудара и Смоленского сражения. В связи с понесёнными большими потерями 17-я танковая дивизия была преобразована в 126-ю танковую бригаду, командуя которой, Корчагин продолжил участвовать в боевых действиях на Западном фронте и во время обороны Москвы попал в окружение в районе Вязьмы.
После выхода из окружения в декабре 1941 года назначен на должность начальника 7-го (Аэросанного) управления Главного Автобронетанкового управления Красной Армии, в июле 1942 года — на должность командира 17-го танкового корпуса, а в сентябре того же года — на должность командира 2-го механизированного корпуса, принимавшего участие в боевых действиях в ходе Великолукской и Орловской наступательных операций, во время последней были освобождены города Севск, Орёл и Мценск. В период с сентября 1943 года корпус под командованием Корчагина принимал участие в освобождении более 100 населённых пунктов, в том числе города Нежин. 25 сентября того же года корпус в ходе Черниговско-Припятской операции в числе первых форсировал Днепр севернее Киева, захватил и удерживал плацдарм на её правом берегу. За отличие в операции корпусу присвоено почётное наименование «Нежинский», а также был преобразован в 7-й гвардейский механизированный корпус.
Указом Президиума Верховного Совета СССР от 17 октября 1943 года за умелое командование корпусом и проявленные мужество и героизм гвардии генерал-лейтенанту танковых войск Ивану Петровичу Корчагину присвоено звание Героя Советского Союза с вручением ордена Ленина и медали «Золотая Звезда».
Вскоре корпус под командованием Корчагина принимал участие в боевых действиях в ходе Нижне-Силезской, Верхне-Силезской, Берлинской и Пражской наступательных операций.

### Послевоенная карьера

Могила Корчагина на Новодевичьем кладбище Москвы.

После окончания войны Корчагин продолжил командовать 7-м гвардейским механизированным корпусом, преобразованным вскоре в 7-ю гвардейскую механизированную дивизию.
В мае 1946 года направлен на учёбу на Высшие академические курсы при Высшей военной академии имени К. Е. Ворошилова, после окончания которых в апреле 1947 года был назначен на должность командующего бронетанковых и механизированных войск Южной группы войск, а в феврале 1948 года — на должность командующего 8-й механизированной армией. С сентября 1950 года Корчагин состоял в распоряжении Военного министра СССР. В апреле 1951 года назначен на должность заместителя начальника Главного автотракторного управления Военного министерства СССР.
Генерал-лейтенант танковых войск Иван Петрович Корчагин умер 24 июля 1951 года в Москве. Похоронен на Новодевичьем кладбище.

## Воинские звания
- полковник (1936)
- генерал-майор танковых войск (3.05.1942)
- генерал-лейтенант танковых войск (18.01.1943)

## Награды
- Медаль «Золотая Звезда» (№ 1219; 17.10.1943);
- Два ордена Ленина (17.10.1943; 21.2.1945);
- Четыре ордена Красного Знамени (9.8.1941; 27.8.1943; 3.11.1944; 20.6.1949);
- Орден Кутузова 1-й степени (29.5.1945);
- орден Суворова 2-й степени (6.4.1945);
- Орден Красной Звезды (10.11.1942);
- Медали;
- Два Георгиевских креста (за участие в Первой мировой войне)[4].

## Память
- Имя Ивана Корчагина высечено на барельефе в форме звезды (на илл.), установленном в городе Вязники на Аллее Славы возле Вечного Огня, вместе с именем другого вязниковца, Героя Советского Союза — Николая Фёдоровича Краснова.
- Именем генерала Корчагина названы улицы в городе Нежина Черниговской области Украины и поселке Чулково (Гороховецкий район, Владимирская область).
- В январе 1995 года по просьбе ветеранов 7-го гвардейского Нежинско-Кузбасского мехкорпуса имя генерал-лейтенанта Ивана Петровича Корчагина присвоено одной из аллей Кировской поймы Москвы-реки[5].